# La Balanguera
La Balanguera este imnul național din Insulele Baleare.
La Balanguera (Catalană)
La Balanguera misteriosa,
com una aranya d'art subtil,
buida que buida sa filosa,
de nostra vida treu lo fil.
Com una parca bé cavil·la
teixint la tela per demà.
Tornada:
La Balanguera fila, fila,
la Balanguera filarà.
Girant l'ullada cap enrera
guaita les ombres de l'avior,
i de la nova primavera
sap on s'amaga la llavor.
Sap que la soca més s'enfila
com més endins pot arrelar.
Tornada
De tradicions i d'esperances
tix la senyera pel jovent
com qui va un vel de noviances
amb cabelleres d'or i argent
de la infantesa qui s'enfila
de la vellura qui se'n va.
Tornada